# Xã Salem, Quận Sedgwick, Kansas
Xã Salem (tiếng Anh: Salem Township) là một xã thuộc quận Sedgwick, tiểu bang Kansas, Hoa Kỳ. Năm 2010, dân số của xã này là 9.486 người.